# Ewen Bremner
Ewen Bremner (Edinburgh, 23 januari 1972) is een Schotse acteur. Hij is vooral bekend als Spud in de film Trainspotting. Hij begon zijn carrière in 1987 in de film Heavenly Pursuits. Sindsdien heeft hij in films gespeeld als Pearl Harbor, Black Hawk Down, Alien vs. Predator en Jack the giant slayer.

## Filmografie

### Films
- T2 Trainspotting (2017) – Daniel "Spud" Murphy
- Get Santa (2014) - PC Finkerton
- Perfect Sense (2011) – James
- You Will Meet A Tall Dark Stranger (2010) – Henry Strangle
- Fool's Gold (2008) – Alfonz
- Mediator (2008) – Steven
- Hallam Foe (2007) – Andy
- Match Point (2005) – Inspector Dowd
- Alien vs. Predator (2004) – Graeme Miller
- Around the World in 80 Days (2004) – Inspector Fix
- The Rundown (2003) – Declan
- 16 Years of Alcohol (2003) – Jake
- Black Hawk Down (2001) – Nelson
- Pearl Harbor (2001) – Lt. Red Winkle
- Snatch (2000) – Mullet
- Julien Donkey-Boy (1999) – Julien
- The Acid House (1998) – Colin 'Coco' Bryce
- Deacon Brodie (1997) – Louis the apprentice
- Trainspotting (1996) – Daniel "Spud" Murphy
- Skin (1995) – Billy Boy
- Judge Dredd (1995) – Junior Angel
- Naked (1993) – Archie
- Dreaming (episode uit de anthologieserie Screen Two, 1991) – Sammy
- Conquest of the South Pole (1989) – Penguin
- Heavenly Pursuits (1987) – Stevie Deans
- Death at a Funeral (2007) – Justin

### Televisieseries
- A Touch of Frost – Gordon Hicks (1 afl., 1994)
- Spooks – Ryan Baisley (1 afl., 2009)
- Strike Back – Gerald Baxter (2 afl., 2010)

## Trivia
- Ewen Bremner heeft viermaal in een film gespeeld met Ewan McGregor: in Trainspotting, Black Hawk Down, Perfect Sense en T2 Trainspotting.
- Ewen Bremner figureerde in een televisiereclame uit de reeks Even Apeldoorn bellen waarin een museumbezoeker met een voodoo-pop de ledematen van president Clinton kan bewegen.